# 하징서
하징서(夏徵舒, ? ~ 기원전 598년)는 중국 춘추시대 진(陳)의 대부이다. 어머니는 음녀로 유명하였던 하희(夏姬)인데, 수년간 어머니 하희가 진나라 군주 진 영공(陳 靈公)등과 음란한 짓을 계속하고 자신마저 욕보이자, 화가 난 대부 하징서는 가병(家兵)들을 이끌고 집을 봉쇄하고 습격하여 진 영공을 찾았다. 진 영공은 놀라서 달아나다가 담을 넘던중 창에 어지러이 찔려 죽었다. 대부 하징서는 집으로 들어가 어머니 하희를 감금하고 새로 진 영공의 아들 공자 오(孔子 午)를 군주에 즉위를 오르게 하였다. 그가 진 성공(3번째)(陳 成公)이다. 그러나 초 장왕(楚 莊王)이 초나라 군대를 이끌고 쳐들어오자, 하징서는 습격을 받고 달아났으나 끝내 잡혀 진나라로 끌려와 임금을 죽인 죄로 거열형에 처해져 죽었다.